# غريغ كوين
غريغ كوين (بالإنجليزية: Greg Quinn)‏ هو فلاح أمريكي، ولد في 1950. في عام 2003، قام كوين بمساعدة العديد من أعضاء مجلس الشيوخ في الولاية برفع الحظر ضد زراعة الكشمش الأسود الذي أقام في عام 1911.

## وصلات خارجية
- الموقع الرسمي